# Pontifical de Guillaume Durand de l'Arxiu Capitular de la Catedral de Girona
El Pontifical de Guillaume Durand és un còdex escrit en llatí, ric en il·luminacions i la seva datació és ca. 1409-1415, en el període del gòtic internacional. Es conserva a l'Arxiu Capitular de la Catedral de Girona i el va encarregar el bisbe de d'aquesta diòcesi Ramon Descatllar, tal com es desprèn de la lectura efectuada per J. Planas d'un inventari del tresor catedralici realitzat sota la prelatura del bisbe Margarit el 1470 i publicat per F. Fita. En l'inventari se citava un pontifical que va poder ser identificat amb el ms. 10 gràcies a les coincidències que presentava l'Incipit: Pontificalis ordinis liber i l'Explícit: archiepiscopum nominare i també per la descripció de les armes del bisbe que el va llegar (castell ab una crossa), que era l'emblema de la família Castellar, per referir-se en realitat al bisbe de Girona Ramon Descatllar. Actualment, l'escut heràldic del còdex resta desaparegut, ja que el full de pergamí que l'havia de contenir, va ser trencat per la part inferior.

## Tipologia textual
El contacte amb la Cúria papal d'Avinyó va ser, segurament, el factor que va motivar l'elecció de la tipologia textual: Pontifical de Guillaume Durand, un text llatí que va resultar bastant difós per Clement VII i Benet XIII potser perquè s'ajustava millor a la litúrgia francesa que el pontifical romà i descartava algunes celebracions pròpies de la litúrgia romana i relacionades amb el papa. El còdex gironí es va adaptar a la seva diòcesi, ja que a les lletanies es va incloure els sants patrons de la ciutat: sant Feliu i sant Narcís.
El text del Pontifical gironí es pot classificar dins el grup arlesià de pontificals de Guillaume Durand, ja que compleix unes determinades característiques, la principal de les quals és que el títol situat cap al final de la segona part de l'índex i en el qual no s'indica la foliació, De benedictione fetus in utero matris, no apareix desenvolupat en el text del còdex. Aquest és un error comú dels manuscrits del grup arlesià que ha definit M. Andrieu i l'explicació és que el copista d'un manuscrit desaparegut, que seria l'originari del grup arlesià, va decidir introduir una nova benedicció en el pontifical, i la va escriure a l'índex, però després en transcriure el text a partir d'un model que no la tenia, va oblidar incorporar-la. Pertanyen a aquest grup arlesià, els còdexs anomenats: G, K, P, T, V.
- Paris, Bibl. Sainte-Geneviève, ms. 143 (G)
- Carpentras, Bibl. Inguimbertine, ms. 97 (K)
- Paris, Bibl. Nationale, ms. lat. 733 (P)
- Toulouse, Bibl. municipale, ms. 118 (T)
- Roma, Bibl. Vaticana, ms. Regin. Lat. 1930 (V)

El grup arlesià G, K, P, T, V provindria d'un manuscrit a desaparegut, que seria el seu arquetip i s'hauria originat a Arles. El motiu de situar en aquesta ciutat la confecció de l'arquetip vindria donada pel fet que el manuscrit 97 de la Bibliothèque Inguimbertine de Carpentras (K) va ser transcrit a Arles, mentre que la informació que es té dels manuscrits (G), (P), és només la que diu que es van fer a la regió meridional francesa i el manuscrit (V) és italià i de mitjans del segle xv.
D'entre els Pontificals de Guillaume Durand esmentats, M. Cantos ha comparat el ms. 143 de la Bibliothèque Sainte-Geneviève de París (G) i el ms. 97 de la Bibliothèque Inguimbertine de Carpentras (K) amb el ms. 10 de l'Arxiu Capitular de Girona i el resultat ha estat que el ms. 143 (G) té moltes semblances amb el pontifical gironí, encara que també posseeix algunes diferències. Els punts coincidents són una sèrie d'irregularitats en els índexs que presenten tots dos còdexs:
- Els manuscrits inclouen al final de la segona part de l'índex el títol: De benedictione fetus in utero matris sense número de foliació però després, no es troba desenvolupat en el text.
- En els índexs de tots dos còdexs es va escriure dues vegades un mateix títol que primer presentava número de full i després no. El que tenia el número de full era el que estava en el lloc correcte de l'índex, mentre que l'altre títol estava situat en un lloc equivocat. Ms. 10 : Ordo ad recipiendum prelatum processionaliter, fol. 323. Ordo ad recipiendum processionaliter prelatum vel legatum. Ms. 143: Ordo ad recipiendum prelatum processionaliter, fol. 232. Ordo ad recipiendum processionaliter prelatum vel legatum.
- L'alteració de l'ordre del títol: De benedictione et impositione cilicii[6] que apareix situat abans que De benedictione novorum fructum, quan en realitat en el Pontifical de Guillaume Durand va després.
- Alguns subcapítols del pontifical com : De benedictione crismatis et olei a l'índex estan destacats com si fossin un capítol.[7]
- L'establiment en un sol títol de l'índex del que en realitat correspon a dos capítols diferents del text. De benedictione agni et aliorum carnicum in Pascha, apareix seguit de: casei, lactis et mellis in Pascha.[8]

Tot i les nombroses coincidències entre els dos manuscrits, també hi ha petits elements que els distancien com és el penúltim títol del ms. 10 : De hiis que observanda sunt circa in ministerium quando episcopus missarum sollempnia celebrat, no està en el ms. 143. Tampoc un subcapítol de l'índex del ms. 10 titulat: De benedictione salis quod datur animalibus, fol. 252, no es troba en el ms. 143. Pel que fa a l'abans esmentat penúltim títol del ms. 10, De hiis que observanda sunt circa in ministerium quando episcopus missarum sollempnia celebrat, existeix un Pontifical de Guillaume Durand de finals del segle xiv, ms. 167, conservat a la Biblioteca Regional de Castilla-La Mancha que té aquest títol a l'índex i després, està desenvolupat en el text. Tanmateix, el ms. 167 en el seu conjunt presenta nombroses diferències respecte al de Girona, la principal d'elles és que el capítol: De benedictione fetus in utero matris està en l'índex i després, en el text. Per tant, pertany a un grup de manuscrits que depenen del ms. 13 de la Bibliothèque Méjares d'Aix-en-Provence (E), que el seu arquetip seria un manuscrit m que podria haver tingut com a model un del grup arlesià. En resum, el text del Pontifical de Guillaume Durand de Girona provindria d'un manuscrit del grup arlesià, i un exemplar aproximat seria el ms. 143 de la Bibliothèque de Sainte-Geneviève de Paris.

## Un manuscrit inacabat. Algunes dades sobre el copista
El Pontifical de Guillaume Durand de l'Arxiu Capitular de Girona té unes parts inacabades que aporten informació sobre el copista i il·luminadors del còdex. Un dels element no conclosos és l'espai buit deixat per col·locar una inicial a l'últim títol de l'índex que segurament havia de ser la lletra Q de color blau. S'ha d'observar que el títol immediatament anterior a aquest té una inicial filigranada que s'estén cap a la part de baix del full, igual que succeeix en cadascuna de les darreres inicials de cada full de l'índex. Aquest fet significa que el darrer títol de l'índex es va afegir després d'haver-se donat per acabat i la manca de la inicial, que el manuscrit no va tornar al taller on es realitzaven aquest tipus d'inicials i per això, va quedar l'espai buit.
Un altre aspecte a destacar és que el còdex conté un total de vuitanta-cinc imatges i a la tercera part el nombre d'aquestes pateix un descens, ja que només es troben divuit. Una de les explicacions és perquè els últims capítols del pontifical inclouen episodis de tipus didàctic i no s'han de llegir a l'església. Tanmateix, existeixen altres pontificals que han historiat alguns d'aquests episodis. A més a més, M. Cantos ha observat que a partir del fol. 339 – de 347 que té el manuscrit- s'ha deixat d'il·luminar i la darrera imatge que està inacabada és la que correspon al fol. 338v del capítol: Quando, ubi et qualiter laudes sive rogationes sequentes dicuntur. La coloració de la part alta d'una planta situada al marge esquerre ofereix una gran varietat de tonalitats en els colors que formen les llums i ombres de les fulles. En canvi, la part baixa d'aquesta vegetació no es va acabar d'acolorir, ja que la seva gama cromàtica és bastant uniforme. Segons Bologna, les capes de color de les miniatures passaven per diferents etapes de secat i sembla que la part baixa d'aquesta imatge es va quedar en una d'aquestes etapes, sense finalitzar-se (1988, 31).
En relació al full 338v esdevé significatiu el fet que no s'ha esborrat l'anotació feta a la part de baix del pergamí que tracta sobre el contingut de les imatges. El tipus de lletra és gòtica cursiva i la llengua és la catalana. Es pot llegir el següent: dins la lletra lo bisba qui sega devant l'altar a de BORE capellans que canten. En alguns altres fulls d'aquest pontifical encara que són pocs, es llegeix alguna paraula d'aquests resums. Però, també s'ha d'esmentar que l'escriptura està bastant més esborrada que la del full 338v. Per exemple: en el fol. 75: lo bisba asagut e capellans, en el fol. 222v: lo bisba qui [benera?] […] creu, en el fol. 325: rei. Després en els fols: 59, 72, 221v l'escriptura quasi no es veu i per aquesta raó resulta il·legible.
Les anotacions en català al final del full de pergamí el que indiquen és que el copista era originari de la Corona Catalano-Aragonesa i el miniaturista de les inicials historiades probablement també, si més no, havia d'entendre l'idioma.

## La il·luminació
El Pontifical encarregat per Ramon Descatllar està decorat per imatges historiades a l'interior de les caplletres i continuen a l'exterior d'aquestes formant part i complementant la decoració marginal. J. Planas pensa en l'existència de dues personalitats artístiques diferents en una mateixa fase d'il·luminació. Fa distinció entre el mestre que va dur a terme les orles que tenen influència de la tradició llombarda i el mestre que es va ocupar de les figuracions de les caplletres associades al text que presenten menor qualitat. Anteriorment, P. Bohigas va considerar l'existència de dues etapes d'execució cronològicament diferenciades.
R. Alcoy sense desmentir que podrien ser dues les personalitats que van realitzar les miniatures i dins d'una mateixa etapa, afirma observar una dinàmica diferent: “És possible que aquests miniaturistes fossin veritables especialistes i que mentre un d'ells –que potser caldrà posar en contacte amb el cercle format a l'entorn de Martí l'Humà- es mostrà com un magnífic dibuixant, l'altre actuà sobretot com a colorista, més hàbil en les solucions de les fulles i les robes que no pas en les carnacions i els rostres. Aquesta divisió del treball podria explicar la coherència global de totes les imatges i les diferències existents entre les parts dibuixades i suaument aquarel·lades, i aquelles en què s'imposa una densa capa de color que en alguns casos dissimula o oculta l'estil del dibuixant”.
Amb relació a la il·luminació del Pontifical J. Yarza i també R. Alcoy creuen que és fruit de l'esforç de diversos especialistes coneixedors de panorama valencià. S'apunta l'activitat de l'obrador de Peníscola, ja que obre les portes a mestres valencians. És important el protagonisme de la reina Maria de Luna, muller de Martí l'Humà, com a comitent de llibres, en la seva vinculació familiar amb el papa cismàtic i en la d'aquest darrer amb el bisbe de Girona Ramon Descatllar.
En l'anàlisi de les miniatures M. Cantos ha vist dues que contenen elements propis del Mediterrani i de la Corona Catalano-Aragonesa, fet que reforçaria la idea que les anotacions en català fetes pel copista al final del full anaven dirigides a l'artífex de les escenes de les inicials historiades i per tant, havia d'entendre el català, si no és que ho era. Fol. 121v titulat: De benedictione et coronatione aliorum regum et reginarum. El fons està format per un edifici religiós propi de l'arquitectura gòtica meridional estesa pels ordes mendicants. Es tracta d'una església en la qual els murs exteriors són llisos només fins a mitjana alçada a partir de la qual els contraforts amb els seus arcbotants surten a l'exterior. L'altra il·luminació és: De benedictione nove domus, fol. 250, on hi ha representada una casa-palau senyorial urbana de la qual se sap que era molt comuna a la Corona Catalano-Aragonesa. S'estructurava al voltant d'un pati amb accés des del carrer. Dins d'aquest pati, una escala descoberta conduïa a la planta noble. La façana es caracteritzava per la porta adovellada amb arc de mig punt. Després, la part alta de la façana tenia una galeria oberta sostinguda per columnes prismàtiques amb la llinda de fusta i la coberta també de fusta. A les cases més destacades hi havia una torre mirador en un dels angles, la qual, sense tenir una gran alçària, trencava l'horitzontalitat predominant del conjunt.

## Conclusió
El Pontifical de Guillaume Durand de l'Arxiu Capitular de la Catedral de Girona va ser encarregat pel bisbe Ramon Descatllar, persona estretament vinculada amb el papa d'Avinyó Benet XIII. El text triat pel pontifical va ser el de Guillaume Durand que va tenir bastant difusió durant el pontificat d'aquest papa i en el del seu antecessor Clement VII. El text escrit llatí, s'adaptava més a la litúrgia francesa i anava dirigit als bisbes. D'altra banda, descartava algunes celebracions pròpies de la litúrgia romana i altres relacionades amb el papa. Dels pontificals de Guillaume Durand conservats, el de Girona pertany al grup textual arlesià i això es deu segurament a què el copista, d'origen català – les anotacions en el marges del pergamí són en aquesta llengua-, posseïa un manuscrit d'aquest grup que va copiar per fer el ms. 10 i el va adaptar a la diòcesi de Girona perquè a les lletanies va incloure els sants patrons de la ciutat: sant Feliu i sant Narcís. Les anotacions del copista fetes al final del full en català ha portat a deduir que aquesta persona era de la Corona Catalano-Aragonesa i també, l'il·luminador que va representar les escenes de les inicials historiades, ja que era el destinatari de les notes i perquè també, en algunes imatges es reflecteix l'arquitectura de l'entorn on havia viscut una part de la seva vida. Finalment, s'apunta que l'obrador del manuscrit podia haver estat a Peníscola i es destaca el paper de la reina Maria de Luna, esposa del rei Martí l'Humà com a comitent de llibres i també la seva vinculació familiar amb Benet XIII i d'aquest darrer amb el bisbe de Girona Ramon Descatllar.